# 알 할라즈
알 할라즈(858년경 ~ 922년 3월 26일)(히즈리력 244년경 ~ 309년)는 페르시아의 신비주의자, 시인, 수피즘 교사였다. 그는 "나는 진실이다(Ana'l-Ḥaqq)"라는 말로 가장 잘 알려져 있는데, 많은 이들은 이를 신성에 대한 주장으로 보았지만, 다른 이들은 이를 자아를 소멸하고 신이 그를 통해 말씀하도록 한 사례로 해석했다. 알-할라즈는 아바스 왕조의 권력 투쟁에 연루되어 종교적, 정치적 혐의로 장기간 감금된 후 처형되기 전에 설교자로서 폭넓은 추종자를 얻었다. 대부분의 수피 동시대인들은 그의 행동을 반대했지만 할라즈는 나중에 수피 전통의 주요 인물이 되었다.